# آریاکا
آریاکا (به پرتغالی: Araricá) یک منطقهٔ مسکونی در برزیل است که در ریو گرانده جنوبی واقع شده‌است. آریاکا ۵٬۷۷۱ نفر جمعیت دارد.